# Tupinambis palustris
Tupinambis palustris là một loài thằn lằn trong họ Teiidae. Loài này được Manzani & Abe mô tả khoa học đầu tiên năm 2002.